# Dioscorea heteropoda
Dioscorea heteropoda är en enhjärtbladig växtart som beskrevs av John Gilbert Baker. Dioscorea heteropoda ingår i släktet Dioscorea och familjen Dioscoreaceae. Inga underarter finns listade i Catalogue of Life.